# 土方歳三資料館
土方歳三資料館（ひじかたとしぞうしりょうかん）は、東京都日野市にある私設資料館。新選組副長である土方歳三の生家跡にあり、歳三の兄の子孫が運営している。

## 概要
本館は元々土方歳三が29歳で上洛するまで過ごしていた土方家の屋敷であり、1990年（平成2年）まではそのままの形で遺されていた。その後、建て直しが行われた際に家の一部を開放し、歳三の兄である土方喜六から5代目の子孫にあたる土方陽子によって歳三の命日にあたる1994年（平成6年）5月11日に土方歳三資料館として開館した。
2005年（平成17年）春には3倍の広さになって新装開館し、従来展示出来なかった資料も新たに公開された。2012年（平成24年）には土方陽子の娘にあたる愛（めぐみ）が2代目館長に就任する。
資料館入り口にある梁（はり）は、建て替えまで残っていた屋敷の大黒柱であり、歳三が相撲の稽古として張り手をかました柱でもある。庭には歳三が17、8歳のころに「武人となりて名を天下に挙げん」と言って植えた矢竹が現在も生い茂っている。歳三の遺品のほかには、土方家が副業で作っていた家伝の秘薬である石田散薬（いしださんやく）の行商時に背負った薬箱など、旧日野宿での暮らしぶりが分かる道具も展示されている。
また、個人での運営に限界を感じているとして今後の運営を検討するため、2022年（令和4年）10月末をもって長期休館に入った。その後2024年（令和6年）5月11日に開館30周年を期して再開した。

## 主な収集品
- 和泉守兼定 - 日野市指定有形文化財。歳三の佩刀であり、京都守護職を務めていた松平容保から下賜されたとされる11代関兼定作刀の打刀である[6]。歳三の戦死後に土方家へ帰ってきた[6]。拵（こしらえ）は常設展示されており、刀身については、歳三の命日（5月11日）前後に期間限定で公開される。
- 『豊玉発句集』（ほうぎょうほっくしゅう） - 歳三の句集であり、豊玉は歳三の俳号である[7]。句集に「文久三年亥ノ春」と記されていることから、1863年（文久3年）2月の上洛前に纏められたものと思われる[8]。全41句収録されており「しれば迷いしなければ迷わぬ恋の道」という恋句や「梅の花一輪咲てもうめはうめ」といった、専門家をして「ルールがなっていない下手な句」と評される句も収めている[7]。

## 来館案内

### 開館時間
- 開館日：第1・第3日曜日（平日は応相談）
- 開館時間：午後0時から午後4時

2022年（令和4年）10月末より長期休館を行う予定にしている。

### 料金・予約
- 入館料：大人：500円、小・中学生：300円

### 交通
- 多摩都市モノレール線 万願寺駅下車後、徒歩約5分